# متلازمة مارشال
متلازمة مارشال هي خلل جيني في النسيج الضام  والذي يمكن أن يسبب فقدان السمع. المناطق الثلاث الأكثر شيوعًا أن تتأثر هي: العين وتكون كبيرة بشكل غير طبيعي، والمفاصل، والفم وتراكيب الوجه. تتشابه متلازمة مارشال ومتلازمة ستكلر مع بعضهما بشكل كبير؛ الواقع أنهما متماثلتين جدا، حتى يدعي البعض أنهما نفس المتلازمة.

## الأعراض

### العين
قصر النظر هو مشكلة العين الأكثر شيوعا في متلازمة مارشال. تحدث عتامة عدسة العين بمعدل أكثر تكرارًا وانفصال شبكية العين بمعدل أقل من متلازمة سكلير. قصر النظر هو المشكلة الأكثر شيوعا أيضا مع العيون في متلازمة سيكلر. في المتلازمة الأخيرة، قد يؤدي قصر النظر البالغ إلى مشاكل شديدة في العين مثل انفصال الشبكية بشكل أكثر تكرارًا منه في متلازمة مارشال.

### المفاصل
تشمل تغييرات المفاصل فرط البسط (المفصلية المزدوجة) والتهاب المفاصل. عادة ما يعاني المواليد والأطفال الصغار المصابين بمتلازمة ستيكلير من مفاصل مفرطة الانبساط للغاية. ومع زيادة سن الطفل، قد يعاني من الألم والتيبس بسبب الإفراط في استخدام المفصل. غالباً ما تتطور هشاشة العظام في المفاصل الكبيرة خلال العقد الثالث أو الرابع من العمر. التغييرات المفصلية الحادثة في متلازمة مارشال تكون من نفس النوع ولكن بدرجة أقل. قد توجد أيضًا تغيرات في العظام والتي تظهر في الأشعة السينية ولكنها بشكل عام ليست مشكلة.

### تراكيب فموية وجهية
المشكلة الأشد خطورة المرتبطة بمتلازمة ستيكلر هي متلازمة بيير روبين. وهي تشير إلى الحنك المشقوق الناتج عن فك سفلي صغير جدًا. خلال حياة الجنين المبكرة، يكون سقف الفم مفتوحًا بشكل طبيعي ويجب على جانبي الحلق أن يلتصقا معًا لغلقه. إذا كان الفك صغيرًا جدًا، فلا تتوفر مساحة كافية للسان، الذي يتم دفعه إلى أعلى ويسد طريق الحنك المشرف على الإغلاق. في بعض الأحيان يكون الذقن صغيرًا جدًا، فيسبب للطفل مشاكل في الأكل والتنفس إذا كان اللسان يسد الجزء الخلفي من الحلق. يوجد الحنك المشقوق بشكل أقل في متلازمة مارشال منه في متلازمة ستيكلر ولكنه لا يزال متكرر فيها أكثر من عموم الناس.
ملامح الوجه في متلازمة مارشال تشمل تسطح وسط الوجه، ومظهر ذو عيون كبيرة، أنف قصيرة مقلوبة لأعلى، ووجه دائري. تكون ملامح الوجه في متلازمة استكلر أقل بروزا ولكنها تشمل وجهًا مسطحًا طويلًا، وجسر الأنف المنخفض.

### فقد السمع
يمكن لفقد السمع المرتبط بمتلازمة ستيكلر أن يكون تصاعديًا ويتضمن عادة الترددات العالية. تم الإبلاغ عن فقدان السمع الحسي العصبي في عدد كبير يصل إلى 100 ٪ وآخر منخفض يصل إلى 20 ٪ من الأفراد المصابين. يمكن لفقد التوصيل بسبب التهاب الأذن أن يضخم الفقد الحسي العصبي، وهي مشكلة متكررة لدى الأطفال الذين يعانون من متلازمتي مارشال وستيكلر.

## علم الوراثيات
متلازمة ستيكلر ومتلازمة مارشال لهما نمط وراثي سائد من حيث الوراثة. ومع ذلك، هناك قدر كبير من الاختلافات داخل وفيما بين العائلات فيما يخص التعبير الجيني. قد يكون البعض متأثرًا بشكل بالغ بينما قد يتأثر البعض الآخر بشكل بسيط جدا. غالبا لا يتم التعرف على هذه المتلازمات في عائلة حتى يولد لها طفل يعاني من متلازمة بيير روبن أو يظهر لدى بعض أعضائها انفصال في شبكية العين أو عتامة عدسة العين في سن مبكرة.
كلتا المتلازمتان تتعلقان بطفرات في جين COL11A1.

## التشخيص
يتم التشخيص بناءً على الملامح وكذلك على البداية المبكرة لمرض العين والأذن بشكل جدي. لأن متلازمة مارشال مرض وراثي ذو جين سائد، يمكن للأطباء أيضا ملاحظة المظهر المميز للوالد البيولوجي للطفل. لا توجد اختبارات لمتلازمة ستيكلر أو متلازمة مارشال. قد تبين أن بعض العائلات المصابة بمتلازمة ستيكلر لديها طفرات في جين الكولاجين من النوع الثاني علي الكروموسوم 1. ومع ذلك لا يظهر لدى عائلات أخرى العلاقة مع جين الكولاجين. وهو مجال للبحث النشط، أيضا كون الاختبارات الجينية عالية التكلفة يدعم أن يكون التشخيص معتمدًا على الملامح.

## العلاج
لا يوجد علاج طبي لأي من المتلازمتين ولكن هناك بعض التوصيات التي يمكن أن تساعد في الوقاية أو الكشف المبكر عن بعض المشاكل. يجب أن يخضع الأطفال المصابين بأي من المتلازمين لاختبار السمع، ويجب أن يدرك البالغون أن ضعف السمع قد لا يتطور حتى سن البلوغ. الزيارات السنوية لأخصائي العيون أو غيره من متخصصي رعاية العيون الذين تم إعلامهم بتشخيص متلازمة ستيكلر أو مارشال أمر مهم لجميع الأفراد المصابين. لدى الأطفال فرصة لتصحيح قصر النظر كلما كان الوقت مبكرا قدر الإمكان، ويمكن أن يكون علاج عتامة عدسة العين أو الشبكية المنفصلة أكثر فعالية مع الكشف المبكر. يعتبر تدعيم المفاصل أمرًا مهمًا بشكل خاص أثناء الرياضة، ويوصي البعض بضرورة تجنب الرياضات الاشتباكية من قبل أولئك الذين يملكون مفاصل رخوة جدًا.